# Lars Feuk

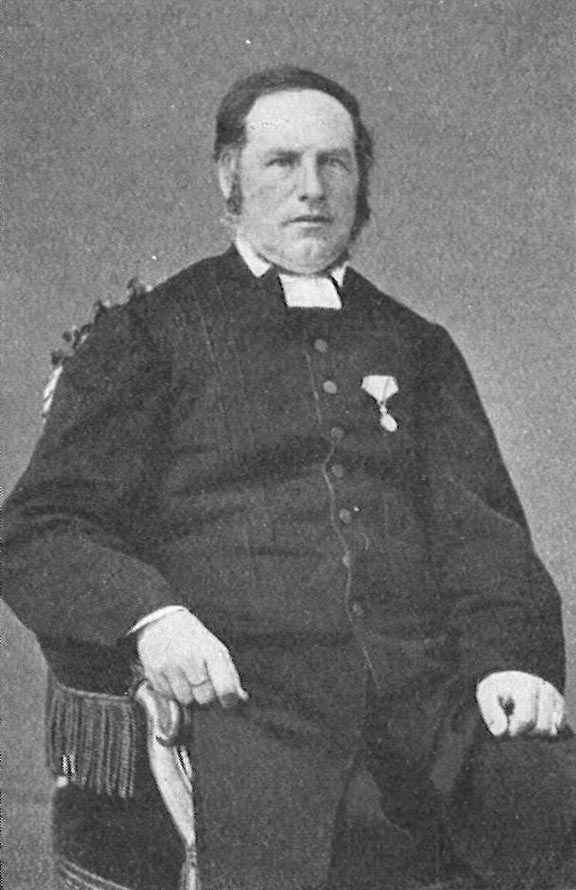
Kyrkoherde Lars Feuk i Börringe.

Lars Feuk, (uttalas [fö:k]) , född den 11 juni 1813 i Kristianstads Heliga Trefaldighets församling, död 22 april 1903 i Malmö Sankt Pauli församling, var en svensk präst och författare.

## Biografi
Feuk blev student vid Lunds universitet 3 februari 1831. Han tog sedan 1833 skollärarexamen och var lärare vid Hertig Carls barnskola i Kristianstad från 1835. 
Lars Feuk tog teologisk examen 1838, prästvigdes 14 juni det året, och tog pastoralexamen 1844. Han var kyrkoherde i Karlskrona stadsförsamling från 1 november 1846 och prost över egna församlingar från 1847. Han tillträdde som kyrkoherde i Gustavs församling 1 maj 1859 (utsedd 11 februari 1857). Han var suppleant i Malmöhus läns landsting från 1863 till 1873 och folkskoleinspektör från 1868 till 1877. 
Lars Feuk är känd som författare under pseudonymen Larifari, bland annat till Biografiska skizzer och anekdoter från Villands härad (1858, 2:a upplagan 1883), Ett akademiskt album från studenttiden (1889) samt Miniatyrbilder af bemärkta prästmän i Lunds stift (1893).
Lars Feuks föräldrar var prosten Gustaf Feuk och Johanna Callerholm. Han var bror till Gustaf Adolf Feuk och  från 1840 gift med Anna Cedergren (1820–1907). Makarna Feuk är begravna på Sankt Pauli mellersta kyrkogård i Malmö.